# Mus pahari
Mus pahari је врста глодара из породице мишева (лат. Muridae).

## Распрострањење
Врста је присутна у Бутану, Вијетнаму, Индији, Камбоџи, Кини, Лаосу, Мјанмару и Тајланду.

## Станиште
Врста Mus pahari има станиште на копну.
Врста је по висини распрострањена до 2.000 метара надморске висине.

## Начин живота
Врста Mus pahari прави гнезда.

## Угроженост
Ова врста није угрожена, и наведена је као последња брига јер има широко распрострањење.

### Популациони тренд
Популација ове врсте је стабилна, судећи по доступним подацима.